# BAFTA alla migliore scenografia
Il BAFTA alla migliore scenografia (BAFTA Award for Best Production Design) è un premio annuale, promosso dal BAFTA a partire dal 1965, inizialmente suddiviso in scenografia in un film a colori e in bianco e nero, e dal 1969 presente in un'unica sezione.
Il premio è attribuito alle pellicole prodotte nell'anno precedente. L'albo d'oro è pertanto riferito all'anno di produzione della pellicola.

## Albo d'oro

### Anni 1960

#### Bianco e nero
- 1964
  - Ken Adam - Il dottor Stranamore - Ovvero: come ho imparato a non preoccuparmi e ad amare la bomba (Dr. Strangelove or: How I Learned to Stop Worrying and Love the Bomb)
  - Maurice Carter - Cannoni a batasi (Guns at Batasi)
  - Richard Macdonald - Per il re e per la patria (King & Country)
  - Edward Marshall - Frenesia del piacere (The Pumpkin Eater)
- 1965
  - Ray Simm - Darling (Darling)
  - Alex Vetchinsky - 8 facce di bronzo (Rotten to the Core)
  - Arthur Lawson - Stato d'allarme (The Bedford Incident)
  - Herbert Smith - La collina del disonore (The Hill)

#### Colori
- 1964
  - John Bryan - Becket e il suo re (Becket)
  - Ken Adam - Agente 007 - Missione Goldfinger (Goldfinger)
  - Carmen Dillon - Il giardino di gesso (The Chalk Garden)
  - Ernest Archer - Zulu (Zulu)
- 1965
  - Ken Adam - Ipcress (The Ipcress File)
  - Geoffrey Drake - Lord Jim (Lord Jim)
  - Thomas N. Morahan - Quei temerari sulle macchine volanti (Those Magnificent Men in Their Flying Machines or How I Flew from London to Paris in 25 hours 11 minutes)
  - Ken Adam - Agente 007 - Thunderball: Operazione tuono (Thunderball)
- 1966
  - Wilfred Shingleton - La caduta delle aquile (The Blue Max)
  - John Howell - Khartoum (Khartoum)
  - Maurice Carter - Quiller Memorandum (The Quiller Memorandum)
  - Ray Simm - La cassa sbagliata (The Wrong Box)
- 1967
  - John Box - Un uomo per tutte le stagioni (A Man for All Seasons)
  - Carmen Dillon - L'incidente (Accident)
  - Assheton Gorton - Blow-Up (Blowup)
  - Ken Adam - Agente 007 - Si vive solo due volte (You Only Live Twice)

#### Premio unico
- 1968
  - Anthony Masters, Harry Lange ed Ernest Archer - 2001: Odissea nello spazio (2001: A Space Odyssey)
  - John Box - Oliver! (Oliver!)
  - Lorenzo Mongiardino - Romeo e Giulietta (Romeo and Juliet)
  - Edward Marshall - I seicento di Balaklava (The Charge of the Light Brigade)
- 1969
  - Donald M. Ashton - Oh che bella guerra! (Oh! What a Lovely War)
  - John DeCuir - Hello, Dolly! (Hello, Dolly!)
  - Mikhail Bogdanov e Gennadi Myasnikov - Guerra e pace (Voyna i mir)
  - Luciana Arrighi - Donne in amore (Women in Love)

### Anni 1970
- 1970
  - Mario Garbuglia - Waterloo (Waterloo)
  - Maurice Carter - Anna dei mille giorni (Anne of the Thousand Days)
  - Stephen B. Grimes - La figlia di Ryan (Ryan's Daughter)
  - Terence Marsh - La più bella storia di Dickens (Scrooge)
- 1971
  -  Ferdinando Scarfiotti - Morte a Venezia
  - John Box - Nicola e Alessandra (Nicholas and Alexandra)
  - Christine Edzard - I racconti di Natale di Beatrix Potter (Tales of Beatrix Potter)
  - Carmen Dillon - Messaggero d'amore (The Go-Between)
- 1972
  - Rolf Zehetbauer - Cabaret (Cabaret)
  - John Barry - Arancia meccanica (A Clockwork Orange)
  - Carmen Dillon - Peccato d'amore (Lady Caroline Lamb)
  - Geoffrey Drake e Donald M. Ashton - Gli anni dell'avventura (Young Winston)
- 1973
  - Natasha Kroll - Un uomo da affittare (The Hireling)
  - Tony Woollard - England Made Me (England Made Me)
  - Danilo Donati - Roma
  - Ken Adam - Gli insospettabili (Sleuth)
- 1974
  - John Box - Il grande Gatsby (The Great Gatsby)
  - Richard Sylbert - Chinatown (Chinatown)
  - Tony Walton - Assassinio sull'Orient Express (Murder on the Orient Express)
  - Brian Eatwell - I tre moschettieri (The Three Musketeers)
- 1975
  - John Box - Rollerball (Rollerball)
  - Ken Adam - Barry Lyndon (Barry Lyndon)
  - Richard Macdonald - Il giorno della locusta (The Day of the Locust)
  - William J. Creber - L'inferno di cristallo (The Towering Inferno)
- 1976
  - Geoffrey Kirkland - Piccoli gangsters (Bugsy Malone)
  - George Jenkins - Tutti gli uomini del presidente (All the President's Men)
  - Mario Chiari e Dale Hennesy - King Kong (King Kong)
  - Ray Simm - La scarpetta e la rosa (The Slipper and the Rose: The Story of Cinderella)
- 1977
  - Danilo Donati e Federico Fellini - Il Casanova di Federico Fellini
  - Terence Marsh - Quell'ultimo ponte (A Bridge Too Far)
  - Ken Adam - Agente 007 - La spia che mi amava (The Spy Who Loved Me)
  - Philip Harrison - Valentino (Valentino)
- 1978
  - Joe Alves - Incontri ravvicinati del terzo tipo (Close Encounters of the Third Kind)
  - Gene Callahan, Willy Holt e Carmen Dillon - Giulia (Julia)
  - John Barry - Guerre stellari (Star Wars)
  - John Barry - Superman (Superman)
- 1979
  - Michael Seymour - Alien (Alien)
  - Dean Tavoularis - Apocalypse Now (Apocalypse Now)
  - Jeremiah Rusconi - Gli europei (The Europeans)
  - Brian Morris - Yankees (Yanks)

### Anni 1980
- 1980
  - Stuart Craig - The Elephant Man (The Elephant Man)
  - Philip Rosenberg - All That Jazz - Lo spettacolo continua (All That Jazz)
  - Danilo Donati - Flash Gordon (Flash Gordon)
  - Norman Reynolds - Guerre stellari - L'Impero colpisce ancora (Star Wars: Episode V - The Empire Strikes Back)
- 1981
  - Norman Reynolds - I predatori dell'arca perduta (Raiders of the Lost Ark)
  - Roger Hall - Momenti di gloria (Chariots of Fire)
  - Pierre Guffroy - Tess (Tess)
  - Assheton Gorton - La donna del tenente francese (The French Lieutenant's Woman)
- 1982
  - Lawrence G. Paull - Blade Runner (Blade Runner)
  - James D. Bissell - E.T. l'extra-terrestre (E.T. the Extra-Terrestrial)
  - Stuart Craig - Gandhi (Gandhi)
- 1983
  - Franco Zeffirelli e Gianni Quaranta - La traviata
  - Wilfred Shingleton - Calore e polvere (Heat and Dust)
  - Norman Reynolds - Guerre stellari - Il ritorno dello Jedi (Star Wars: Episode VI - Return of the Jedi)
  - Angelo P. Graham - Wargames - Giochi di guerra (WarGames)
- 1984
  - Roy Walker - Urla del silenzio (The Killing Fields)
  - Stuart Craig - Greystoke - La leggenda di Tarzan, il signore delle scimmie (Greystoke: The Legend of Tarzan, Lord of the Apes)
  - Allan Cameron - Orwell 1984 (Nineteen Eighty-Four)
  - Anton Furst - In compagnia dei lupi (The Company of Wolves)
- 1985
  - Norman Garwood - Brazil (Brazil)
  - John Box - Passaggio in India (A Passage to India)
  - Patrizia von Brandenstein - Amadeus (Amadeus)
  - Lawrence G. Paull - Ritorno al futuro (Back to the Future)
- 1986
  - Gianni Quaranta e Brian Ackland-Snow - Camera con vista (A Room with a View)
  - Peter Lamont - Aliens - Scontro finale (Aliens)
  - Yoshirō Muraki e Shinobu Muraki - Ran (Ran)
  - Stuart Craig - Mission (The Mission)
- 1987
  - Santo Loquasto - Radio Days (Radio Days)
  - Anthony Pratt - anni quaranta (Hope and Glory)
  - Bernard Vézat - Jean de Florette (Jean de Florette)
  - William A. Elliott - Gli intoccabili (The Untouchables)
- 1988
  - Dean Tavoularis - Tucker, un uomo e il suo sogno (Tucker: The Man and His Dream)
  - Norman Reynolds - L'impero del sole (Empire of the Sun)
  - Ferdinando Scarfiotti - L'ultimo imperatore (The Last Emperor)
  - Elliot Scott - Chi ha incastrato Roger Rabbit (Who Framed Roger Rabbit)
- 1989
  - Dante Ferretti - Le avventure del barone di Münchausen (The Adventures of Baron of Munchausen)
  - Anton Furst - Batman (Batman)
  - Stuart Craig - Le relazioni pericolose (Dangerous Liaisons)
  - Tim Harvey - Enrico V (Henry V)

### Anni 1990
- 1990
  - Richard Sylbert - Dick Tracy (Dick Tracy)
  - Andrea Crisanti - Nuovo Cinema Paradiso
  - Terence Marsh - Caccia a Ottobre Rosso (The Hunt for Red October)
  - Gianni Silvestri - Il tè nel deserto (The Sheltering Sky)
- 1991
  - Bo Welch - Edward mani di forbice (Edward Scissorhands)
  - Ezio Frigerio - Cyrano de Bergerac (Cyrano de Bergerac)
  - Joseph C. Nemec III - Terminator 2 - Il giorno del giudizio (Terminator 2: Judgment Day)
  - Richard Macdonald - La famiglia Addams (The Addams Family)
- 1992
  - Catherine Martin - Ballroom - Gara di ballo (Strictily Ballroom)
  - Stuart Craig - Charlot (Chaplin)
  - Luciana Arrighi - Casa Howard (Howards End)
  - Wolf Kroeger - L'ultimo dei Mohicani (The Last of the Mohicans)
- 1993
  - Andrew McAlpine - Lezioni di piano (The Piano)
  - Thomas E. Sanders - Dracula di Bram Stoker (Dracula)
  - Allan Starski - Schindler's List - La lista di Schindler (Schindler's List)
  - Dante Ferretti - L'età dell'innocenza (The Age of Innocence)
- 1994
  - Dante Ferretti - Intervista col vampiro (Interview with the Vampire: The Vampire Chronicles)
  - Tim Harvey - Frankenstein di Mary Shelley (Mary Shelley's Frankenstein)
  - Owen Paterson e Colin Gibson - Priscilla, la regina del deserto (The Adventures of Priscilla, Queen of the Desert)
  - Craig Stearns - The Mask
- 1995
  - Michael Corenblith - Apollo 13 (Apollo 13)
  - Thomas E. Sanders - Braveheart - Cuore impavido (Braveheart)
  - Luciana Arrighi - Ragione e sentimento (Sense and Sensibility)
  - Ken Adam - La pazzia di Re Giorgio (The Madness of King George)
- 1996
  - Tony Burrough - Riccardo III (Richard III)
  - Brian Morris - Evita (Evita)
  - Tim Harvey - Hamlet (Hamlet)
  - Stuart Craig - Il paziente inglese (The English Patient)
- 1997
  - Catherine Martin - Romeo + Giulietta (Romeo + Juliet)
  - Jeannine Claudia Oppewall - L.A. Confidential (L.A. Confidential)
  - Martin Childs - La mia regina (Mrs Brown)
  - Peter Lamont - Titanic (Titanic)
- 1998
  - Dennis Gassner - The Truman Show (The Truman Show)
  - John Myhre - Elizabeth (Elizabeth)
  - Thomas E. Sanders - Salvate il soldato Ryan (Saving Private Ryan)
  - Martin Childs - Shakespeare in Love (Shakespeare in Love)
- 1999
  - Rick Heinrichs - Il mistero di Sleepy Hollow (Sleepy Hollow)
  - Naomi Shohan - American Beauty (American Beauty)
  - Geoffrey Kirkland - Le ceneri di Angela (Angela's Ashes)
  - Anthony Pratt - Fine di una storia (The End of the Affair)
  - Owen Paterson - Matrix (The Matrix)

### Anni 2000
- 2000
  - Arthur Max - Il gladiatore (Gladiator)
  - David Gropman - Chocolat (Chocolat)
  - Dennis Gassner - Fratello, dove sei? (O Brother, Where Art Thou?)
  - Martin Childs - Quills - La penna dello scandalo (Quills)
  - Timmy Yip - La tigre e il dragone (Wo hu cang long)
- 2001
  - Aline Bonetto - Il favoloso mondo di Amélie (Le fabuleux destin d'Amélie Poulain)
  - Stephen Altman - Gosford Park (Gosford Park)
  - Stuart Craig - Harry Potter e la Pietra Filosofale (Harry Potter and the Sorcerer's Stone)
  - Catherine Martin - Moulin Rouge! (Moulin Rouge!)
  - Grant Major - Il Signore degli Anelli - La Compagnia dell'Anello (The Lord of the Rings: The Fellowship of the Ring)
- 2002
  - Dennis Gassner - Era mio padre (Road to Perdition)
  - John Myhre - Chicago (Chicago)
  - Dante Ferretti - Gangs of New York (Gangs of New York)
  - Stuart Craig - Harry Potter e la Camera dei Segreti (Harry Potter and the Chamber of Secrets)
  - Grant Major - Il Signore degli Anelli - Le due torri (The Lord of the Rings: The Two Towers)
- 2003
  - William Sandell - Master and Commander - Sfida ai confini del mare (Master and Commander: The Far Side of the World)
  - Dennis Gassner - Big Fish - Le storie di una vita incredibile (Big Fish)
  - Dante Ferretti - Ritorno a Cold Mountain (Cold Mountain)
  - Ben van Os - La ragazza con l'orecchino di perla (Girl with a Pearl Earring)
  - Grant Major - Il Signore degli Anelli - Il ritorno del re (The Lord of the Rings: The Return of the King)
- 2004
  - Dante Ferretti - The Aviator (The Aviator)
  - Gemma Jackson - Neverland - Un sogno per la vita (Finding Neverland)
  - Stuart Craig - Harry Potter e il Prigioniero di Azkaban (Harry Potter and the Prisoner of Azkaban)
  - Tingxiao Huo - La foresta dei pugnali volanti (Shi mian mai fu)
  - Eve Stewart - Il segreto di Vera Drake (Vera Drake)
- 2005
  - Stuart Craig - Harry Potter e il Calice di Fuoco (Harry Potter and the Goblet of Fire)
  - Nathan Crowley - Batman Begins (Batman Begins)
  - Alex McDowell - La fabbrica di cioccolato (Charlie and the Chocolate Factory)
  - Grant Major - King Kong (King Kong)
  - John Myhre - Memorie di una geisha (Memoirs of a Geisha)
- 2006
  - Geoffrey Kirkland, Jim Clay e Jennifer Williams - I figli degli uomini (Children of Men)
  - Peter Lamont e Simon Wakefield - Agente 007 - Casinò Royale (Casino Royale)
  - Eugenio Caballero e Pilar Revuelta - Il labirinto del fauno (El laberinto del fauno)
  - K.K. Barrett e Véronique Melery - Marie Antoinette (Marie Antoinette)
  - Rick Heinrichs e Cheryl Carasik - Pirati dei Caraibi - La maledizione del forziere fantasma (Pirates of the Caribbean: Dead Man Chest)
- 2007
  - Sarah Greenwood e Katie Spencer - Espiazione (Atonement)
  - Guy Dyas e Richard Roberts - Elizabeth: The Golden Age (Elizabeth: The Golden Age)
  - Stuart Craig e Stephanie McMillan - Harry Potter e l'Ordine della Fenice (Harry Potter and the Order of the Phoenix)
  - Olivier Raoux - La vie en rose (La môme)
  - Jack Fisk e Jim Erickson - Il petroliere (There Will Be Blood)
- 2008
  - Donald Graham Burt e Victor J. Zolfo - Il curioso caso di Benjamin Button (The Curious Case of Benjamin Button)
  - James J. Murakami e Gary Fettis - Changeling (Changeling)
  - Kristi Zea e Debra Schutt - Revolutionary Road (Revolutionary Road)
  - Mark Digby e Michelle Day - The Millionaire (Slumdog Millionaire)
  - Nathan Crowley e Peter Lando - Il cavaliere oscuro (The Dark Knight)

### Anni 2010
- 2010
  - Rick Carter, Robert Stromberg, Kim Sinclair – Avatar
  - Stuart Craig, Stephenie McMillan – Harry potter e il principe mezzosangue (Harry Potter and the Half-Blood Prince)
  - Philip Ivey, Guy Potgieter – District 9
  - David Warren, Anastasia Masaro, Caroline Smith – Parnassus - L'uomo che voleva ingannare il diavolo (The Imaginarium of Doctor Parnassus)
  - David Wasco, Sandy Reynolds-Wasco – Bastardi senza gloria (Inglourious Basterds)
- 2011
  - Guy Hendrix Dyas, Larry Dias, Doug Mowat – Inception
  - Thérèse DePrez, Tora Peterson – Il cigno nero (Black Swan)
  - Jess Gonchor, Nancy Haigh – Il Grinta (True Grit)
  - Eve Stewart, Judy Farr – Il discorso del re (The King's Speech)
  - Robert Stromberg, Karen O'Hara – Alice in Wonderland
- 2012
  - Dante Ferretti e Francesca Lo Schiavo – Hugo Cabret (Hugo)
  - Robert Gould e Laurence Bennett – The Artist
  - Stuart Craig e Stephenie McMillan – Harry Potter e i Doni della Morte - Parte 2 (Harry Potter and the Deathly Hallows – Part 2)
  - Maria Djurkovic e Tatiana MacDonald – La talpa (Tinker, Tailor, Soldier, Spy)
  - Rick Carter e Lee Sandales – War Horse
- 2013
  - Eve Stewart e Anna Lynch-Robinson – Les Misérables
  - Rick Carter e Jim Erickson – Lincoln
  - Dennis Gassner e Anna Pinnock – Skyfall
  - Sarah Greenwood e Katie Spencer – Anna Karenina
  - David Gropman e Anna Pinnock – Vita di Pi (Life of Pi)
- 2014
  - Catherine Martin e Beverley Dunn – Il grande Gatsby (The great Gatsby)
  - Andy Nicholson, Rosie Goodwin e Joanne Woollard – Gravity
  - Judy Becker e Heather Loeffler – American Hustle - L'apparenza inganna (American Hustle)
  - Adam Stockhausen e Alice Baker – 12 anni schiavo
  - Howard Cummings – Dietro i candelabri (Behind the candelabra)
- 2015
  - Adam Stockhausen e Anna Pinnock – Grand Budapest Hotel (The Grand Budapest Hotel)
  - Rick Heinrichs e Shane Vieau – Big Eyes
  - Maria Djurkovic e Tatiana MacDonald – The Imitation Game
  - Nathan Crowley e Gary Fettis – Interstellar
  - Suzie Davies e Charlotte Watts – Turner (Mr. Turner)
- 2016
  - Mad Max: Fury Road - Colin Gibson e Lisa Thompson
  - Il ponte delle spie (Bridge of Spies) - Rena DeAngelo e Adam Stockhausen
  - Carol - Judy Becker e Heather Loeffler
  - Sopravvissuto - The Martian (The Martian) - Celia Bobak e Arthur Max
  - Star Wars - Il risveglio della Forza (Star Wars: The Force Awakens) - Rick Carter, Darren Gilford e Lee Sandales
- 2017
  - Stuart Craig e Anna Pinnock – Animali fantastici e dove trovarli (Fantastic Beasts and Where to Find Them)
  - John Bush e Charles Wood – Doctor Strange
  - Jess Gonchor e Nancy Haigh – Ave, Cesare! (Hail, Caesar!)
  - Sandy Reynolds-Wasco e David Wasco – La La Land
  - Shane Valentino e Meg Everist – Animali notturni (Nocturnal Animals)
- 2018
  - Paul D. Austerberry, Jeff Melvin e Shane Vieau – La forma dell'acqua - The Shape of Water (The Shape of Water)
  - Sarah Greenwood e Katie Spencer – La bella e la bestia (Beauty and the Beast)
  - Dennis Gassner e Alessandra Querzola – Blade Runner 2049
  - Sarah Greenwood e Katie Spencer – L'ora più buia (Darkest Hour)
  - Nathan Crowley e Gary Fettis – Dunkirk
- 2019
  - Fiona Crombie e Alice Felton - La favorita (The Favourite)
  - Stuart Craig e Anna Pinnock - Animali fantastici - I crimini di Grindelwald (Fantastic Beasts: The Crimes of Grindelwald)
  - Nathan Crowley e Kathy Lucas - First Man - Il primo uomo (First Man)
  - John Mhyre e Gordon Sim - Il ritorno di Mary Poppins (Mary Poppins Returns)
  - Eugenio Caballero e Bárbara Enríquez - Roma

### Anni 2020
- 2020
  - Dennis Gassner e Lee Sandels – 1917
  - Mark Friedberg e Kris Moran – Joker
  - Barbara Ling e Nancy Haigh – C'era una volta a... Hollywood (Once Upon a Time... in Hollywood)
  - Mayes C. Rubeo – Jojo Rabbit
  - Jany Temime – Judy
- 2021
  - Donald Graham Burt e Jan Pascale – Mank
  - Maria Djurkovic e Tatiana Macdonald – La nave sepolta (The Dig)
  - Peter Francis e Cathy Featherstone – The Father - Nulla è come sembra (The Father)
  - David Crank e Elizabeth Keenan – Notizie dal mondo (News of the World)
  - Sarah Greenwood e Katie Spencer – Rebecca
- 2022[2]
  - Patrice Vermette – Dune
  - Sarah Greenwood – Cyrano
  - Adam Stockhausen – The French Dispatch of the Liberty, Kansas Evening Sun
  - Tamara Deverell – La fiera delle illusioni - Nightmare Alley (Nightmare Alley)
  - Adam Stockhausen – West Side Story
- 2023[3]
  - Florencia Martin ed Anthony Carlino - Babylon
  - Christian M. Goldbeck ed Ernestine Hipper - Niente di nuovo sul fronte occidentale (Im Westen nichts Neues)
  - James Chinlund e Lee Sandales - The Batman
  - Catherine Martin, Karen Murphy e Bev Dunn - Elvis
  - Curt Enderle e Guy Davis - Pinocchio di Guillermo del Toro (Guillermo del Toro's Pinocchio)
- 2024[4]
  - Shona Heath, James Price e Zsuzsa Mihalek - Povere creature! (Poor Things)
  - Sarah Greenwood e Katie Spencer - Barbie
  - Jack Fisk e Adam Willis - Killers of the Flower Moon
  - Ruth De Jong e Claire Kaufman - Oppenheimer
  - Chris Oddy, Joanna Maria Kuś e Katarzyna Sikora - La zona d'interesse (The Zone of Interest)
- 2025[5]
  - Nathan Crowley e Lee Sandales - Wicked
  - Judy Becker e Patricia Cuccia - The Brutalist
  - Suzie Davies e Cynthia Sleiter - Conclave
  - Patrice Vermette e Shane Vieau - Dune - Parte due (Dune: Part Two)
  - Craig Lathrop - Nosferatu